# Estisch voetbalelftal in 2009
Het Estisch voetbalelftal speelde in totaal dertien officiële interlands in het jaar 2009, waaronder zes wedstrijden in de kwalificatiereeks voor de WK-eindronde 2010 in Zuid-Afrika. De ploeg stond voor het tweede opeenvolgende jaar onder leiding van bondscoach Tarmo Rüütli, die was aangesteld als opvolger van de eind 2007 vertrokken Deense oud-international Viggo Jensen. Op de FIFA-wereldranglijst steeg Estland in 2009 van de 118de (januari 2009) naar de 102de plaats (december 2009). Eén speler kwam in alle dertien duels in actie: middenvelder Konstantin Vassiljev.

## Balans
| Wedstrijden | Wedstrijden | Wedstrijden | Wedstrijden | Doelpunten | Doelpunten | Doelpunten | Punten |
| Gespeeld    | Winst       | Gelijk      | Verlies     | Voor       | Tegen      | Saldo      | Punten |
| ----------- | ----------- | ----------- | ----------- | ---------- | ---------- | ---------- | ------ |
| 13          | 4           | 3           | 6           | 11         | 15         | –4         | 0.846  |

## Interlands
|                                                                  |         |                                         |            |                                                                                      |
| 11 februari Vriendschappelijk № 324 «onderlinge duels» 17:00 uur | Estland | 0 – 2                                   | Kazachstan | Mardan Sports Complex, Antalya Toeschouwers: 200 Scheidsrechter: Hüseyin Göçek (TUR) |
| 11 februari Vriendschappelijk № 324 «onderlinge duels» 17:00 uur |         | 28' Roeslan Baltiev 81' Roeslan Baltiev |            | Mardan Sports Complex, Antalya Toeschouwers: 200 Scheidsrechter: Hüseyin Göçek (TUR) |

|                                                             |                                             |       |                                            |                                                                               |
| 28 maart WK-kwalificatie № 325 «onderlinge duels» 17:00 uur | Armenië                                     | 2 – 2 | Estland                                    | Hrazdan Stadion, Jerevan Toeschouwers: 3.000 Scheidsrechter: Luc Wilmes (LUX) |
| 28 maart WK-kwalificatie № 325 «onderlinge duels» 17:00 uur | Henrich Mchitarjan 33' Gevorg Ghazaryan 87' |       | 38' Konstantin Vassiljev 67' Sergei Zenjov | Hrazdan Stadion, Jerevan Toeschouwers: 3.000 Scheidsrechter: Luc Wilmes (LUX) |

|                                                            |                 |       |         |                                                                                     |
| 1 april WK-kwalificatie № 326 «onderlinge duels» 17:00 uur | Estland         | 1 – 0 | Armenië | A. Le Coq Arena, Tallinn Toeschouwers: 5.200 Scheidsrechter: Cyril Zimmermann (SUI) |
| 1 april WK-kwalificatie № 326 «onderlinge duels» 17:00 uur | Sander Puri 83' |       |         | A. Le Coq Arena, Tallinn Toeschouwers: 5.200 Scheidsrechter: Cyril Zimmermann (SUI) |

|                                                             |                            |       |         |                                                                                        |
| 29 mei Vriendschappelijk № 327 «onderlinge duels» 19:30 uur | Wales                      | 1 – 0 | Estland | Millennium Stadium, Cardiff Toeschouwers: 4.071 Scheidsrechter: Magnús Thórisson (ISL) |
| 29 mei Vriendschappelijk № 327 «onderlinge duels» 19:30 uur | Robert Earnshaw 26' (pen.) |       |         | Millennium Stadium, Cardiff Toeschouwers: 4.071 Scheidsrechter: Magnús Thórisson (ISL) |

|                                                             |                                                                 |       |                    |                                                                                       |
| 6 juni Vriendschappelijk № 328 «onderlinge duels» 17:00 uur | Estland                                                         | 3 – 0 | Equatoriaal-Guinea | A. Le Coq Arena, Tallinn Toeschouwers: 2.150 Scheidsrechter: Paulius Malzinskas (LTU) |
| 6 juni Vriendschappelijk № 328 «onderlinge duels» 17:00 uur | Kristen Viikmäe 8' Vladimir Voskoboinikov 35' Sergei Zenjov 90' |       |                    | A. Le Coq Arena, Tallinn Toeschouwers: 2.150 Scheidsrechter: Paulius Malzinskas (LTU) |

|                                                              |         |       |          |                                                                                     |
| 10 juni Vriendschappelijk № 329 «onderlinge duels» 20:30 uur | Estland | 0 – 0 | Portugal | A. Le Coq Arena, Tallinn Toeschouwers: 7.000 Scheidsrechter: Michael Svendsen (DEN) |
| 10 juni Vriendschappelijk № 329 «onderlinge duels» 20:30 uur |         |       |          | A. Le Coq Arena, Tallinn Toeschouwers: 7.000 Scheidsrechter: Michael Svendsen (DEN) |

|                                                                  |         |                  |          |                                                                                      |
| 12 augustus Vriendschappelijk № 330 «onderlinge duels» 19:15 uur | Estland | 0 – 1            | Brazilië | A. Le Coq Arena, Tallinn Toeschouwers: 8.550 Scheidsrechter: Martin Ingvarsson (SWE) |
| 12 augustus Vriendschappelijk № 330 «onderlinge duels» 19:15 uur |         | 44' Luis Fabiano |          | A. Le Coq Arena, Tallinn Toeschouwers: 8.550 Scheidsrechter: Martin Ingvarsson (SWE) |

|                                                                |                                                                      |       |                                                    |                                                                                              |
| 5 september WK-kwalificatie № 331 «onderlinge duels» 20:00 uur | Turkije                                                              | 4 – 2 | Estland                                            | Kayseri Kadir Has Stadion, Kayseri Toeschouwers: 28.569 Scheidsrechter: Tommy Skjerven (NOR) |
| 5 september WK-kwalificatie № 331 «onderlinge duels» 20:00 uur | Tuncay Şanlı 29' Sercan Yıldırım 36' Arda Turan 61' Tuncay Şanlı 72' |       | 7' Vladimir Voskoboinikov 52' Konstantin Vassiljev | Kayseri Kadir Has Stadion, Kayseri Toeschouwers: 28.569 Scheidsrechter: Tommy Skjerven (NOR) |

|                                                                |                                                             |       |         |                                                                                 |
| 9 september WK-kwalificatie № 332 «onderlinge duels» 21:00 uur | Spanje                                                      | 3 – 0 | Estland | Estadio Romano, Mérida Toeschouwers: 14.362 Scheidsrechter: Oleh Oriekhov (UKR) |
| 9 september WK-kwalificatie № 332 «onderlinge duels» 21:00 uur | Cesc Fàbregas 33' Santiago Cazorla 81' Juan Manuel Mata 90' |       |         | Estadio Romano, Mérida Toeschouwers: 14.362 Scheidsrechter: Oleh Oriekhov (UKR) |

|                                                               |         |                                   |                       |                                                                                   |
| 10 oktober WK-kwalificatie № 333 «onderlinge duels» 19:00 uur | Estland | 0 – 2                             | Bosnië en Herzegovina | A. Le Coq Arena, Tallinn Toeschouwers: 5.500 Scheidsrechter: Nicola Rizzoli (ITA) |
| 10 oktober WK-kwalificatie № 333 «onderlinge duels» 19:00 uur |         | 30' Edin Džeko 64' Vedad Ibišević |                       | A. Le Coq Arena, Tallinn Toeschouwers: 5.500 Scheidsrechter: Nicola Rizzoli (ITA) |

|                                                               |                                           |       |        |                                                                                       |
| 14 oktober WK-kwalificatie № 334 «onderlinge duels» 19:30 uur | Estland                                   | 2 – 0 | België | A. Le Coq Arena, Tallinn Toeschouwers: 4.680 Scheidsrechter: Nicolai Vollquartz (DEN) |
| 14 oktober WK-kwalificatie № 334 «onderlinge duels» 19:30 uur | Raio Piiroja 30' Konstantin Vassiljev 67' |       |        | A. Le Coq Arena, Tallinn Toeschouwers: 4.680 Scheidsrechter: Nicolai Vollquartz (DEN) |

|                                                                  |         |       |         |                                                                                      |
| 14 november Vriendschappelijk № 335 «onderlinge duels» 15:00 uur | Estland | 0 – 0 | Albanië | A. Le Coq Arena, Tallinn Toeschouwers: 2.110 Scheidsrechter: Audrius Kancleris (LTU) |
| 14 november Vriendschappelijk № 335 «onderlinge duels» 15:00 uur |         |       |         | A. Le Coq Arena, Tallinn Toeschouwers: 2.110 Scheidsrechter: Audrius Kancleris (LTU) |

|                                                                  |        |                 |         |                                                                                               |
| 30 december Vriendschappelijk № 336 «onderlinge duels» 19:00 uur | Angola | 0 – 1           | Estland | Estadio Municipal, Real de Santo António Toeschouwers: 200 Scheidsrechter: Nuno Almeida (POR) |
| 30 december Vriendschappelijk № 336 «onderlinge duels» 19:00 uur |        | 79' Kaimar Saag |         | Estadio Municipal, Real de Santo António Toeschouwers: 200 Scheidsrechter: Nuno Almeida (POR) |

## FIFA-wereldranglijst
| JAN | FEB | MAR | APR | MEI | JUN | JUL | AUG | SEP | OKT | NOV | DEC |
| --- | --- | --- | --- | --- | --- | --- | --- | --- | --- | --- | --- |
| 118 | 122 | 126 | 115 | 113 | 113 | 112 | 112 | 114 | 103 | 102 | 102 |

## Hõbepall
Sinds 1995 reiken Estische voetbaljournalisten, verenigd in de Eesti Jalgpalliajakirjanike Klubi, jaarlijks een prijs uit aan een speler van de nationale ploeg die het mooiste doelpunt maakt. In het vijftiende jaar sinds de introductie van de ereprijs ging de Zilveren Bal (Hõbepall) naar middenvelder Konstantin Vassiljev voor zijn treffer in het duel tegen Armenië, gemaakt op 28 maart.

## Statistieken
| Sergei Pareiko         | 1977-01-31 | Tom Tomsk             | 9  | 1 | 0 | 16  | 0  |
| Artur Kotenko          | 1981-08-20 | Viking Stavanger      | 2  | 1 | 0 |     |    |
| Mihkel Aksalu          | 1984-11-07 | Sheffield United      | 1  | 0 | 0 |     |    |
| Mart Poom              | 1972-02-03 | Watford               | 1  | 0 | 0 | 120 | 0  |
| Pavel Londak           | 1980-05-14 | FK Bodø/Glimt         | 0  | 1 | 0 | 16  | 0  |
| Verdediging            |            |                       |    |   |   |     |    |
| Raio Piiroja           | 1979-07-11 | Fredrikstad FK        | 10 | 0 | 1 | 92  | 7  |
| Ragnar Klavan          | 1985-10-30 | AZ Alkmaar            | 9  | 1 | 0 | 62  | 1  |
| Enar Jääger            | 1984-11-18 | Ascoli Calcio         | 8  | 2 | 0 | 69  | 0  |
| Dmitri Kruglov         | 1984-05-24 | Neftçi Bakoe          | 7  | 3 | 0 |     |    |
| Alo Bärengrub          | 1984-02-12 | FK Bodø/Glimt         | 7  | 2 | 0 |     |    |
| Taavi Rähn             | 1981-05-16 | Neftçi Bakoe          | 7  | 1 | 0 |     |    |
| Tihhon Šišov           | 1983-02-11 | Xəzər Lənkəran        | 5  | 1 | 0 |     |    |
| Igor Morozov           | 1989-05-27 | Levadia Tallinn       | 2  | 1 | 0 |     |    |
| Taijo Teniste          | 1988-01-31 | Levadia Tallinn       | 2  | 0 | 0 |     |    |
| Kristian Marmor        | 1987-02-27 | Levadia Tallinn       | 0  | 1 | 0 | 1   | 0  |
| Middenveld             |            |                       |    |   |   |     |    |
| Konstantin Vassiljev   | 1984-08-16 | Nafta Lendava         | 12 | 1 | 3 | 27  | 3  |
| Tarmo Kink             | 1985-10-06 | Győri ETO FC          | 10 | 1 | 0 |     |    |
| Aleksandr Dmitrijev    | 1982-02-18 | Hønefoss BK           | 9  | 1 | 0 |     |    |
| Martin Vunk            | 1984-08-21 | FC Flora Tallinn      | 6  | 4 | 0 |     |    |
| Joel Lindpere          | 1981-10-05 | Tromsø IL             | 6  | 3 | 0 |     |    |
| Sander Puri            | 1988-05-07 | AE Larissa            | 4  | 4 | 1 |     |    |
| Ats Purje              | 1985-08-03 | FC Inter Turku        | 3  | 3 | 0 |     |    |
| Eino Puri              | 1988-05-07 | Levadia Tallinn       | 1  | 1 | 0 | 2   | 0  |
| Andrei Sidorenkov      | 1984-02-12 | Sønderjysk Elitesport | 1  | 1 | 0 |     |    |
| Martin Reim            | 1971-05-14 | geen club             | 1  | 0 | 0 | 157 | 14 |
| Gert Kams              | 1985-05-25 | FC Flora Tallinn      | 0  | 3 | 0 |     |    |
| Aanval                 |            |                       |    |   |   |     |    |
| Vladimir Voskoboinikov | 1983-02-02 | Neftçi Bakoe          | 7  | 5 | 2 |     |    |
| Sergei Zenjov          | 1989-04-20 | Karpaty Lviv          | 4  | 4 | 2 |     |    |
| Kristen Viikmäe        | 1979-02-10 | GS Panaigialeios      | 3  | 2 | 1 |     |    |
| Kaimar Saag            | 1988-08-05 | Silkeborg IF          | 2  | 3 | 1 |     |    |
| Andres Oper            | 1977-11-07 | ADO Den Haag          | 2  | 0 | 0 |     |    |
| Alo Dupikov            | 1985-11-05 | FC Flora Tallinn      | 1  | 0 | 0 | 1   | 0  |
| Vitali Gussev          | 1983-03-16 | Astra Ploiești        | 1  | 0 | 0 | 1   | 0  |
| Oliver Konsa           | 1985-03-04 | FC Flora Tallinn      | 0  | 1 | 0 |     |    |